# Markaz Maţrūḩ
Markaz Maţrūḩ (arabiska: مركز مطروح) är en region i Egypten.   Den ligger i guvernementet Mersa Matruh, i den nordvästra delen av landet, 400 km väster om huvudstaden Kairo.